# Balee Ulim
Balee Ulim is een bestuurslaag in het regentschap Pidie Jaya van de provincie Atjeh, Indonesië. Balee Ulim telt 554 inwoners (volkstelling 2010).